# Barnabás Szőllős
Barnabás Szőllős (ur. 13 grudnia 1998 w Budapeszcie) – węgiersko-izraelski narciarz alpejski, olimpijczyk z Pekinu 2022.

## Życie prywatne
Z pochodzenia Węgier. Jego ojciec Peter Szőllős również był narciarzem alpejskim, a później trenerem narciarstwa pracującym m.in. z izraelskimi zawodnikami. Jego siostra Noa Szőllős oraz brat Benjamin Szőllős również uprawiają narciarstwo alpejskie, startując w barwach Izraela.

## Kariera
Do 2018 występował w barwach Węgier. Rodzina Szőllősów oskarżała Węgierski Związek Narciarski o brak wsparcia. Gdy przez brak odpowiedniej ilości występów nie zdołali zakwalifikować się na Zimowe Igrzyska Olimpijskie 2018, rodzeństwo postanowiło zmienić barwy na izraelskie, mimo braku związków z tym państwem.
Podczas Zimowych Igrzysk Olimpijskich 2022 zajął 6. miejsce w superkombinacji. Był to najlepszy wynik w historii dotychczasowych startów Izraela na zimowych igrzyskach olimpijskich.

## Wyniki
| Impreza                        | Rok  | Reprezentacja | Gospodarz          | slalom | slalom gigant | supergigant | superkombinacja | zjazd |
| ------------------------------ | ---- | ------------- | ------------------ | ------ | ------------- | ----------- | --------------- | ----- |
| Igrzyska olimpijskie           | 2022 | Izrael        | Pekin              | 23     | 22            | 30          | 6               | 30    |
| Mistrzostwa świata             | 2015 | Węgry         | Vail, Beaver Creek | —      | 84            | —           | —               | —     |
| Mistrzostwa świata             | 2021 | Izrael        | Cortina d’Ampezzo  | DNF    | 25            | 29          | 13              | 30    |
| Mistrzostwa świata             | 2023 | Izrael        | Courchevel/Méribel | 42     | 56            | 34          | 11              | 37    |
| Mistrzostwa świata juniorów    | 2015 | Węgry         | Hafjell            | 49     | DNF           | —           | —               | —     |
| Mistrzostwa świata juniorów    | 2016 | Węgry         | Soczi              | 30     | 35            | —           | —               | —     |
| Mistrzostwa świata juniorów    | 2018 | Izrael        | Davos              | —      | DNF           | 29          | DNF             | 19    |
| Mistrzostwa świata juniorów    | 2019 | Izrael        | Val di Fassa       | DNF    | DNF           | DNF         | DNF             | 17    |
| Igrzyska olimpijskie młodzieży | 2016 | Węgry         | Lillehammer        | 7      | 14            | 16          | DNF             | —     |